# Riserva naturale integrale
Una riserva naturale integrale è un'area naturale protetta nella quale non sono ammesse attività antropiche di nessun tipo, ad eccezione della ricerca scientifica. Perciò, non vi si eseguono interventi di alcun genere: ad esempio, se un albero cade, viene lasciato dov'è. Ugualmente, e a maggior ragione, non vi si svolgono attività volte all'uso delle risorse.
La prima riserva naturale integrale istituita in Italia è la riserva naturale di Sasso Fratino (1959), tra l'Appennino Forlivese e Cesenate, all'interno di quello che oggi è il Parco nazionale delle Foreste Casentinesi, Monte Falterona e Campigna; si estende per 764 ettari di superficie sul versante romagnolo del crinale appenninico, ricompreso nei comuni di Bagno di Romagna e Santa Sofia in Provincia di Forlì-Cesena.

## Riserve naturali integrali italiane
- Riserva naturale integrale Val Grande (o del Pedum)
- Riserva naturale integrale delle Tre Cime del Monte Bondone
- Riserva naturale integrale della Camosciara, Pescasseroli
- Riserva naturale integrale Sasso Fratino
- Riserva naturale integrale Bosco Nordio, Legnaro
- Riserva naturale integrale Garzaia di Valenza Po
- Riserva naturale integrale del Conero
- Riserva naturale integrale Montagna di Torricchio
- Riserva naturale integrale Isola di Dattilo, Lipari (Eolie)
- Riserva naturale integrale Isola di Strombolicchio, Lipari (Eolie)
- Riserva naturale integrale Isola Lachea e faraglioni dei Ciclopi
- Riserva naturale integrale Grotta dei Puntali
- Riserva naturale integrale Grotta di Carburangeli
- Riserva naturale integrale Grotta Monello
- Riserva naturale integrale Lago Preola e Gorghi Tondi
- Riserva naturale integrale Ortazzo-Ortazzino, Foce Bevano
- Riserva naturale integrale Valle dell'Orfento, Caramanico Terme
- Riserva naturale integrale Immacolatelle e Micio Conti, San Gregorio di Catania.